# Alambagiri, Srinivaspur
Alambagiri là một làng thuộc tehsil Srinivaspur, huyện Kolar, bang Karnataka, Ấn Độ.